# Lijst van Nederlandse kampioenschappen golf
Dit artikel geeft een lijst van de kampioenschappen golf in Nederland.
De golfsport in Nederland kent een aantal nationale kampioenschappen, zowel voor amateurs als voor professionals en amateurs. Deze worden georganiseerd door de Koninklijke Nederlandse Golf Federatie, die zich bezighoudt met de ontwikkeling van golf in Nederland in de breedste zin van het woord.

## Voor amateurs
Strokeplay
- Nationaal kampioenschap strokeplay
- Nationaal Kampioenschap Strokeplay Junioren t/m 21
- Nationaal Kampioenschap Strokeplay Junioren t/m 18
- Nationaal Kampioenschap Strokeplay Junioren t/m 15
- Nationaal Kampioenschap Strokeplay Junioren t/m 12
- Nationaal Kampioenschap Mid Amateur
- Nationaal Kampioenschap Strokeplay Senioren

Matchplay
- Nationaal kampioenschap matchplay
- Nationaal Kampioenschap Matchplay Junioren
- Nationaal Kampioenschap Matchplay Senioren

Foursomes
- Nationaal Kampioenschap Foursome

## Voor professionals en amateurs
- Nationaal Open Strokeplay
- Nationaal Open Matchplay

"Open" betekent in dit verband dat er amateurs én professionals aan mee mogen doen.